# Earl of Sussex
Earl of Sussex war ein erblicher britischer Adelstitel, der viermal in der Peerage of England und je einmal in der Peerage of Great Britain und der Peerage of the United Kingdom verliehen wurde.

## Verleihungen
Die frühen Earls of Arundel wurden aus dem Hause Aubigny (1138–1243) waren um ihren Familiensitz, Arundel Castle, im County Sussex begütert und wurden teilweise auch als Earls of Sussex angesprochen. Ob ihnen dieser Titel auch wirksam verliehen wurde, ist umstritten.
Erstmals wurde der Titel 1282 in der Peerage of England von König Eduard I. an John de Warenne, 6. Earl of Surrey verliehen. Dieser hatte bereits 1240 von seinem Vater den Titel Earl of Surrey geerbt. Für Verwirrung sorgt ein Writ of Summons aus dem Jahr 1289 mit dem König Eduard I. auch Richard FitzAlan, 8. Earl of Arundel als Earl of Sussex ins Parlament berief – hier handelt es sich wohl um einen Schreibfehler – in weiteren Writs of Summons aus den Jahren 1291/92 und 1295 wird Richard FitzAlan entsprechend ausdrücklich als Earl of Arundel zum Parliament einberufen. Der Titel des Earl of Sussex erlosch beim kinderlosen Tod von Warennes Enkels, dem 7. Earl of Surrey und 2. Earl of Sussex im Juni 1347.
In zweiter Verleihung wurde der Titel am 8. Dezember 1529 in der Peerage of England für Robert Radclyffe, 1. Viscount FitzWalter neu geschaffen. Dieser war bereits am 18. Juni 1525 zum Viscount FitzWalter erhoben worden und hatte 1506 den Titel 10. Baron FitzWalter zurückerhalten, der 1496 seinem Vater aberkannt worden war. Beim Tod seines Urenkels, des 5. Earls, fiel die Baronie an einen Verwandten in weiblicher Linie, das Earldom und die Viscountcy fielen an seinen Cousin Sir Edward Radclyffe als 6. Earl und erloschen schließlich bei dessen Tod im Juli 1643.
Am 25. Mai 1644 wurde der Titel in dritter Verleihung in der Peerage of England an Thomas Savile, 1. Viscount Savile, verliehen. Dieser war bereits am 11. Juni 1628 in der Peerage of Ireland zum Viscount Savile und Baron Castlebar erhoben worden und hatte 1630 von seinem Vater John Savile (1556–1630) den Titel 2. Baron Savile, of Pontefract (auch of Pomfret) geerbt, der diesem am 21. Juli 1628 in der Peerage of England verliehen worden war. Als sein einziger Sohn, der 2. Earl, am 11. Oktober 1671 starb ohne Erben zu hinterlassen erloschen alle vier Titel.
Die vierte Verleihung erfolgte am 5. Oktober 1674 in der Peerage of England an Thomas Lennard, 15. Baron Dacre. Dieser hatte 1662 von seinem Vater den Titel Baron Dacre geerbt. Da der Earl keine Söhne hatte, erlosch das Earldom bei seinem Tod am 30. Oktober 1715. Die Baronie fiel in Abeyance zwischen seinen Töchtern.
In fünfter Verleihung wurde der Titel am 26. September 1717 in der Peerage of Great Britain für Talbot Yelverton, 2. Viscount Longueville neu geschaffen. Die Verleihung erfolgte mit dem besonderen Zusatz, dass der Titel in Ermangelung männlicher Nachkommen auch an seinen Bruder Henry Yelverton und dessen männliche vererbbar sei. Der Earl hatte bereits 1704 von seinem Vater die Titel 2. Viscount Longueville (auch Viscount de Longueville) und 16. Baron Grey de Ruthyn geerbt. Beim Tod seines Enkels, des 3. Earls, am 22. April 1799 erloschen das Earldom und die Viscountcy. Die Baronie fiel an den Sohn von dessen Tochter als 19. Baron Grey de Ruthyn.
Zuletzt wurde der Titel in sechster Verleihung in der Peerage of the United Kingdom am 24. Mai 1874 dem dritten Sohn Königin Victorias, Prinz Arthur verliehen, zusammen mit dem übergeordneten Titel Duke of Connaught and Strathearn. Beide Titel erloschen beim kinderlosen Tod seines Sohnes, des 2. Dukes, am 26. April 1943.

## Liste der Earls of Sussex

### Earls of Sussex, erste Verleihung (1282)
- John de Warenne, 6. Earl of Surrey, 1. Earl of Sussex (1231–1304)
- John de Warenne, 7. Earl of Surrey, 2. Earl of Sussex (1286–1347)

### Earls of Sussex, zweite Verleihung (1529)
- Robert Radclyffe, 1. Earl of Sussex (1483–1542)
- Henry Radclyffe, 2. Earl of Sussex (1507–1557)
- Thomas Radclyffe, 3. Earl of Sussex (1525–1583)
- Henry Radclyffe, 4. Earl of Sussex (1532–1593)
- Robert Radclyffe, 5. Earl of Sussex (1573–1629)
- Edward Radclyffe, 6. Earl of Sussex (1559–1643)

### Earls of Sussex, dritte Verleihung (1644)
- Thomas Savile, 1. Earl of Sussex (1590–1659)
- James Savile, 2. Earl of Sussex (1647–1671)

### Earls of Sussex, vierte Verleihung (1674)
- Thomas Lennard, 1. Earl of Sussex (1654–1715)

### Earls of Sussex, fünfte Verleihung (1717)
- Talbot Yelverton, 1. Earl of Sussex (1690–1731)
- George Yelverton, 2. Earl of Sussex (1727–1758)
- Henry Yelverton, 3. Earl of Sussex (1728–1799)

### Earls of Sussex, sechste Verleihung (1874)
- Arthur, 1. Duke of Connaught and Strathearn, 1. Earl of Sussex (1850–1942)
- Alastair, 2. Duke of Connaught and Strathearn, 2. Earl of Sussex (1914–1943)